# Ámbito de Mataró
El Ámbito Mataronés o Área Urbana de Mataró, se encuentra dentro de la región urbana de Barcelona. 

## Ámbito Mataronés
Es una subdivisión de la comarca sobre las poblaciones que tienen más atracción sobre la ciudad. Las poblaciones tienen en común que todas forman parte de la zona 3E del ATM Barcelona; el coste del transporte entre dichas poblaciones es de 1.45€ (en 2011), tanto mediante Renfe como mediante las compañías de autobuses.

## Plan Territorial General de Cataluña
No solamente se habla de Ámbito en la ciudad y comarca, sino que también en el PTGC se definió a este como un sistema de reequilibrio metropolitano on potencial de crecimiento, ubicado en la corona externa (junto al resto de ciudades de la segunda corona)de la región metropolitana de Barcelona.

## Población
| Municipio                      | Habitantes (1990) | Habitantes (2000) | Habitantes (2010) | Área en km² | Densidad en hab/km² | Distancia de Mataró |
| ------------------------------ | ----------------- | ----------------- | ----------------- | ----------- | ------------------- | ------------------- |
| Mataró (PSC-ICV-ERC)           | 101.882           | 104.659           | 122.905           | 22.53       | 5.402,66            | ---                 |
| Argentona (TPA)                | 7.995             | 9.482             | 11.718            | 25.40       | 457,99              | 0-4                 |
| San Andrés de Llavaneras (CiU) | 4.389             | 7.161             | 10.303            | 11.84       | 859,88              | 7                   |
| San Vicente de Montalt (CiU)   | 1.685             | 3.334             | 5.776             | 8           | 703,38              | 10                  |
| Dosrius (PSC)                  | 1.260             | 2.846             | 5.010             | 40.82       | 120,95              | 12                  |
| Cabrera de Mar (CiU)           | 2.770             | 3.716             | 4.504             | 9,02        | 488,69              | 0-5                 |
| Caldetas (CiU)                 | 1.457             | 2.137             | 2.783             | 0.90        | 3.110               | 8                   |
| Orrius (CiU)                   | 366               | 420               | 640               | 5.66        | 113,07              | 10                  |
| TOTAL                          | 121.804           | 133.591           | 163.639           | 124.17      | 1317,86             | ---                 |

| Entidad / %    | Mataró | Ambit Mataroní | Maresme |
| -------------- | ------ | -------------- | ------- |
| Mataró         | 100%   | 75.16%         | 28.54%  |
| Ambit Mataroní | -      | 100%           | 37.96%  |
| Maresme        | -      | -              | 100%    |

## Transporte

### Transporte Privado
Argentona - Mataró: C-60.
Cabrera de Mar - Mataró: C-31D, C-32 o N-II.
Caldetas - Mataró: N-II.
Dosrius - Mataró: C-60.
Orrius - Mataró: BV-5106.
San Andrés de Llavaneres - Mataró: C-32 o N-II.
San Vicente de Montalt - Mataró: C-32.

### Transporte público
FERROCARRIL
ACTUAL
R1: Tramo comprendido entre las estaciones de Cabrera de Mar y la de Caldetas, con una frecuencia de 10-30 minutos, según hora. Los trenes procedentes de Molins de Rey tienen como terminal Mataró.
| Destino                   | <->            | <->    | <->                      | <->      | Destino                     |
| ------------------------- | -------------- | ------ | ------------------------ | -------- | --------------------------- |
| Molins de Rey/ Hospitalet | Cabrera de Mar | Mataró | San Andrés de Llavaneras | Caldetas | Blanes/Massanet de la Selva |

FUTURO (2015/2025)
R1
| Destino                           | <->            | <->          | <->           | <->         | <->                      | <->      | Destino                     |
| --------------------------------- | -------------- | ------------ | ------------- | ----------- | ------------------------ | -------- | --------------------------- |
| San Vicente de Calders (Vendrell) | Cabrera de Mar | Mataró Oeste | Mataró Centro | Mataró Este | San Andrés de Llavaneras | Caldetas | Blanes/Massanet de la Selva |

ROrbital
| Destino             | <->       | <->          | <->           | <->         | <->        | Destino    |
| ------------------- | --------- | ------------ | ------------- | ----------- | ---------- | ---------- |
| Villanueva y Geltrú | Argentona | Mataró Norte | Mataró Centro | Mataró Este | Mataró Sur | Mataró Sur |

AUTOBÚS
| Línea                                           | Poblaciones                                               | Tipo de servicio | Operador      |
| ----------------------------------------------- | --------------------------------------------------------- | ---------------- | ------------- |
| L1 y L2 - Circular                              | Mataró                                                    | Urbano           | Mataró Bus    |
| L3 - Camino de la Sierra - Rocafonda            | Mataró                                                    | Urbano           | Mataró Bus    |
| L4 - Cirera - Los Molinos                       | Mataró                                                    | Urbano           | Mataró Bus    |
| L5 - Estación - Hospital                        | Mataró                                                    | Urbano           | Mataró Bus    |
| L6 - Instituto Catalán de la Salud - Ctra. Mata | Mataró                                                    | Urbano           | Mataró Bus    |
| L7 - Circular Centro                            | Mataró                                                    | Urbano           | Mataró Bus    |
| L8 - Estación - Galicia                         | Mataró                                                    | Urbano           | Mataró Bus    |
| LP - Mata - Plana de Boet                       | Mataró                                                    | Urbano           | Mataró Bus    |
| Ayuntamiento - CC. Carrefour                    | Cabrera de Mar                                            | Urbano           | Empresa Casas |
| Llavaneras estación - Plaza de la villa         | San Andrés de Llavaneras                                  | Urbano           | Empresa Casas |
| La cortesa - Renfe                              | San Vicente de Montalt y Caldetas                         | Urbano           | Empresa Casas |
| Av. Matadero - El cros - Estación               | Argentona y Mataró                                        | Suburbano        | Sagalés       |
| Casas bajas - Renfe                             | Argentona y Mataró                                        | Suburbano        | Sagalés       |
| Sindicato - Hospital                            | Cabrera de Mar, Argentona y Mataró                        | Suburbano        | Empresa Casas |
| Avda. Cataluña - Hospital                       | San Andrés de Llavaneras y Mataró                         | Suburbano        | Empresa Casas |
| Orrius - Mataró Park                            | Orrius, Argentona y Mataró                                | Interurbano      | Sagalés       |
| Quintana - RENFE                                | Dosrius, Argentona y Mataró                               | Interurbano      | Sagalés       |
| Fuente Casa Cinto - Hospital                    | San Vicente de Montalt, San Andrés de Llavaneras y Mataró | Interurbano      | Empresa Casas |

URBANOS: Frecuencias de 10 minutos a una hora.
SUBURBANOS: Frecuencias de 30 minutos a una hora.
INTERURBANOS: Frecuencia de más de una hora.
- Datos: Q6173003